# Arnas (Frankrijk)
Arnas is een gemeente in het Franse departement Rhône (regio Auvergne-Rhône-Alpes). De plaats maakt deel uit van het arrondissement Villefranche-sur-Saône. Arnas telde op 1 januari 2022 4.408 inwoners.

## Geschiedenis
In de tiende eeuw werd de kerk van Arnas een bezit van het Saint-Pierreklooster in Lyon. Rond 1030 kwam de kerk in het bezit van de abdij van Savigny en deze stichtte een benedictijner priorij in Arnas. De Saint-Saturninkerk werd de kerk van de priorij en later parochiekerk van Arnas, tot ze in de negentiende eeuw werd afgebroken om plaats te maken voor een nieuwe kerk.
In 1126 werd de abdij van Joug-Dieu gesticht nabij Arnas door Guichard III van Beaujeu. Dit was toen naast de abdij van Belleville de enige abdij van Beaujolais. Bij Arnas, in de plaats Herbain, was er ook een kasteel van de heren van Beaujeu, dat de vallei van de Saône bewaakte.
Op 18 maart 1814, kort voor de val van het Eerste Franse Keizerrijk, werd er bij Arnas gevochten tussen een Frans leger onder leiding van maarschalk Pierre Augereau en een Oostenrijks leger dat oprukte richting Lyon. Door cavalerieaanvallen probeerde Augereau de aftocht van zijn leger te dekken en de opmars van de vijand langs de Saône te vertragen.
In 1853 werd het grondgebied van Arnas uitgebreid met deel van de voormalige gemeente Ouilly, waarvan de rest is opgegaan in de gemeente Villefranche-sur-Saône.

## Geografie
De oppervlakte van Arnas bedroeg op 1 januari 2022 17,52 vierkante kilometer; de bevolkingsdichtheid was toen 251,6 inwoners per km².
De gemeente bevat verschillende bewoningskernen. Naast het oude dorpscentrum van Arnas zijn dit La Grange Perret en La Croix Fleurie. Die laatste buurt grenst aan Villefranche-sur-Saône. In de gemeente is er ook een groot bedrijvenpark, de Zone Industrielle Nord. Het gebied tussen de autosnelweg A6 en de Saône, in het verleden onderhevig aan overstromingen, is grotendeels onbebouwd.

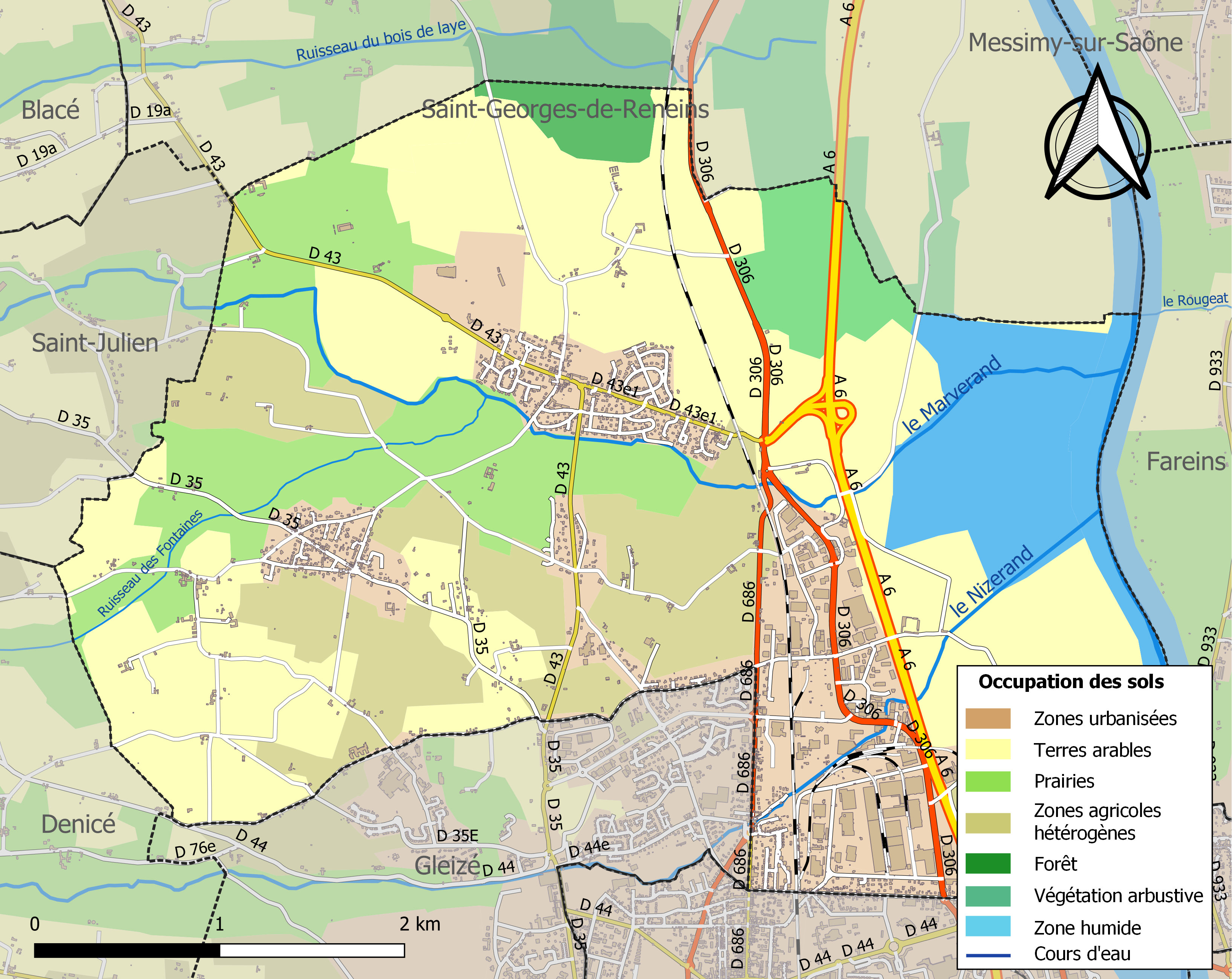
Kaart van de gemeente met de belangrijkste infrastructuur, bodemgebruik en omliggende gemeenten

## Demografie
Onderstaande figuur toont het verloop van het inwonertal (bron: INSEE-tellingen).